# 斉藤志乃ぶ
斉藤 志乃ぶ（さいとう しのぶ、1948年9月5日 - ）は、群馬県出身の女子プロボウラー。永久シードプロ。1971年プロ入りJPBA女子3期生ライセンス№64。永久A級ライセンス保持者。ギネスブック認定プロボウリング世界最多勝利記録保持者。アメリカンボウリングサービス（ABS）専属契約。右投げ。

## 人物
身長161cm、血液型O型。
高校時代は陸上のやり投げの選手で北関東ではそこそこ名は知られていたという。
日体大に進学後、大学2年生の時に「第一回学長杯」のボウリング大会があり、出場したところでいきなり優勝してしまい競技ボウリングを始めるきっかけとなった。
大学3年の時に第２期生のプロテストを受験するも不合格。翌年のプロテストに再挑戦し第３期生として合格した。
通算タイトル75勝を誇る。全日本女子プロボウリング選手権大会10勝（共に史上最多）。
印象に残っている優勝は加藤八千代と決勝を争った50勝目と全日本女子の70勝目だという。
プロ通算72勝の時に女子プロボウリング最多勝利者としてギネス認定された。
1980年のエボナイトオープン、1982年のUSオープンなどのアメリカツアーの優勝経験もある。
通算獲得賞金が1億9千万円を超えており、男女歴代1位。
テレビ東京のザ・スターボウリングに度々出演していた。
JPBA創立50周年記念で設立された2017年度日本プロボウリング殿堂に選ばれ殿堂入りを果たす。
2023年11月11日、ROUND1GRANDCHAMPIONSHIPグランドジェネレーション部門女子で優勝し通算タイトル記録を「75」に更新した。
現在も現役プロボウラーとしてトーナメントに出場し活躍している。

## 主な戦績
- 全日本女子プロボウリング選手権大会 優勝10回（史上最多、第4回・7回・9回・11回・20回・21回・22回・24回・30回・34回）
- ジャパンオープンボウリング選手権 優勝3回（第2回・8回・29回）
- 東海女子オープン 優勝4回（1975年・1982年・1986年・2000年）
- 報知オールスター 優勝6回（第12回・19回・21回・22回・29回・32回）
- モンゴメリーワード・エボナイトオープン優勝1回（アメリカツアー1980年）
- USオープン優勝1回（アメリカツアー1982年）　　その他

- 優勝75回
- 公認パーフェクト3回

## テレビ番組
- ザ・スターボウリング（テレビ東京）